# Călinești (Argeș)
Călinești è un comune della Romania di 11 082 abitanti, ubicato nel distretto di Argeș, nella regione storica della Muntenia.
Il comune è formato dall'unione di 12 villaggi: Carstieni, Călinești, Ciocănești, Gorganu, Gulodu, Radu Negru, Rancaciov, Udeni, Urlucea, Valea Corbului, Văleni, Vrenești.